# 迪比克 (堪薩斯州)
迪比克（英語：Dubuque）是位於美國堪薩斯州巴頓縣和拉塞爾縣的一個非建制地區。

## 地理
迪比克所處的海拔為高於海平面575米（即1887英呎），而該地所採用的時區為UTC-6，即北美中部時區（CST）。同時該地設有夏令時間，為UTC-6調快一小時，即UTC-5（CDT）。